# 安德斯·屈德紐斯
安德斯·屈德紐斯（瑞典語：Anders Chydenius，1729年2月26日—1803年2月1日）是瑞典路德宗牧师，瑞典议会议员，启蒙运动思想家，北欧历史上古典自由主义先驱人物。在他的影响和推动下，瑞典于1776年制定了瑞典最早的保护言论自由的法律《出版自由法》。他也是自由主义先驱，他主张经济自由、宗教自由、言论和迁徙自由，曾早于亚当斯密提出“看不见的手”。他的肖像曾被印在面值1000的芬兰马克上。